# Eridan
Eridan (latinsko Eridanus) je zelo dolgo ozvezdje južne nebesne poloble. Je šesto največje od 88 sodobnih ozvezdij, ki jih je priznala Mednarodna astronomska zveza. Bilo je tudi eno od Ptolemejevih 48 ozvezdij. Mitološko je povezano s Faetonom. Eridan je starogrško ime za reko Pad.
Iz Slovenije vidimo le severni del ozvezdja.

## Znana nebesna telesa v ozvezdju

### Zvezde
- Ahernar (α Eri) [Alhemar], iz naših krajev ni vidna; navidezni sij 0,46; modrobela; absolutni izsev 800× večji od Sončevega; oddaljenost od Sonca 85 sv. l.
- Kursi (β Eri)
- Zaurak (γ Eri)
- Rana (δ Eri)
- ε Eri (navidezni sij 3,7m; 10,7 sv. l. od Sonca; manjša in hladnejša od Sonca).
- Zibal (ζ Eri)
- Aza (η Eri)
- Akamar (θ Eri), dvozvezdje
- Bajd (ο1 Eri)
- Kajd (ο2 Eri, 40 Eri), trozvezdje; 16 sv. l. od Sonca
- Avadžehr (τ2 Eri)
- υ1 Eri [Theemin]
- υ2 Eri [Beemin]
- υ4 Eri
- ψ Eri